# Geminia sulphurea
Genre
Espèce
Geminia sulphurea, unique représentant du genre Geminia, est une espèce d'araignées aranéomorphes de la famille des Sparassidae.

## Distribution
Cette espèce est endémique de Birmanie.

## Publication originale
- Thorell, 1897 : Araneae paucae Asie australis. Bihang till Kongliga Svenska Vetenskaps-Akademiens Handlingar, vol. 22, no 6, p. 1-36.